# Hock

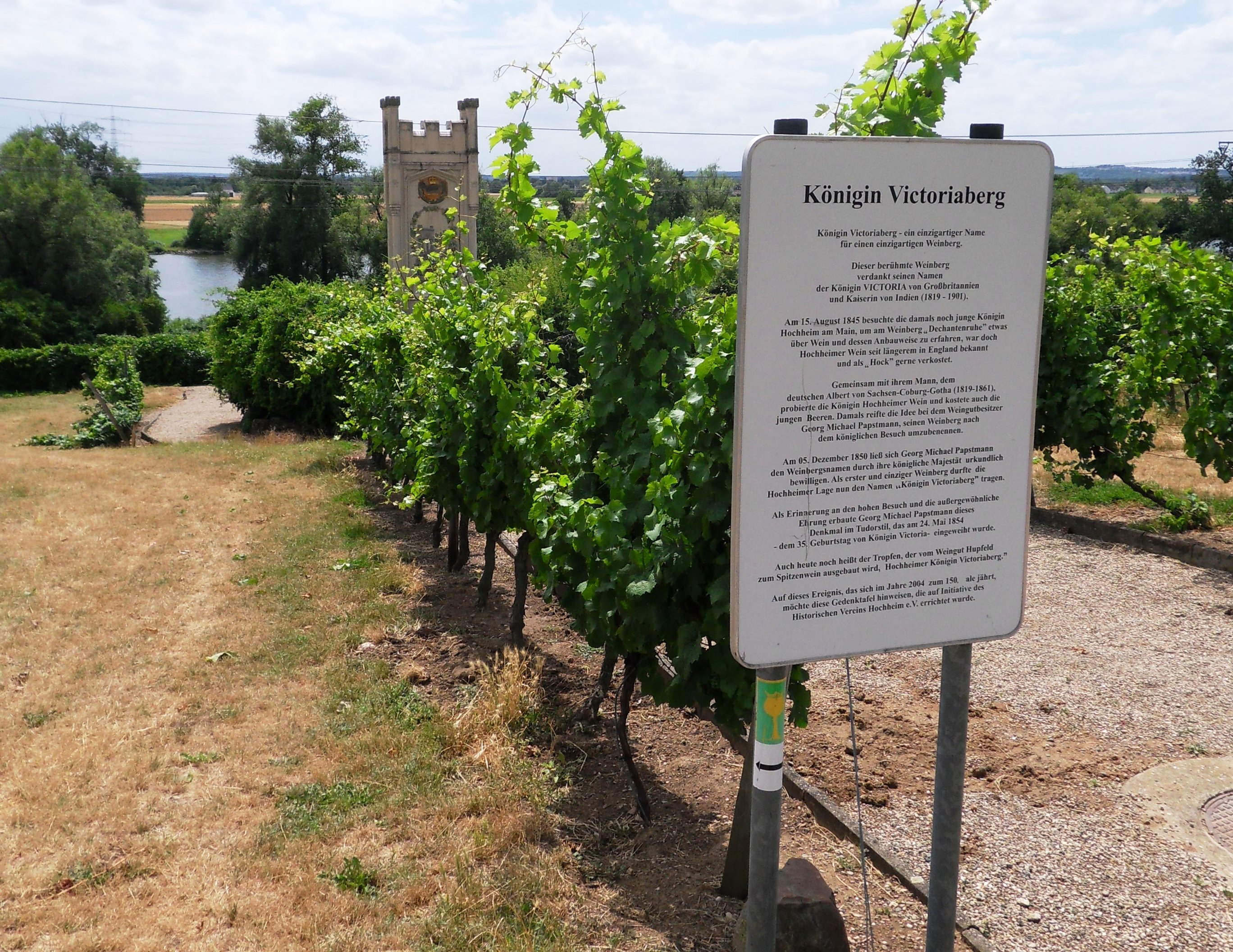
Texttafel im Hochheimer Königin Viktoriaberg mit Erwähnung der Beliebtheit des Hock in England

Hock ist die englische Bezeichnung für deutschen Weißwein vom Main. Die Bezeichnung wird nahezu ausschließlich für Exportweine im niedrigen Preisbereich verwendet. Trotz der weit gefassten Definition ist im englischen Sprachgebrauch eine starke Konnotation zur Rebsorte Riesling vorhanden.
Die Bezeichnung leitet sich im 17. Jahrhundert vom Wein der Stadt Hochheim am Main ab. Die Herkunft Hochheimer wandelte sich über das inzwischen veraltete hockamore zu hock. Bei Königin Victorias Besuch im Jahr 1845 in Hochheim war der Begriff bereits etabliert. Wegen des guten Geschmacks der Hochheimer Weine und der ihnen zugeschriebenen Gesundheitsförderlichkeit etablierte sich der Ausspruch: A good Hock keeps off the doc!
Queen Victoria zu Ehren trägt der von ihr besuchte Weinberg den Namen Hochheimer Königin Viktoriaberg (siehe insbesondere Königin Viktoriaberg#Namensursprung und Geschichte). Den Besuch und die Namensgebung bezeugt das im Weinberg errichtete Königin-Victoria-Denkmal.
Im 18. Jahrhundert wandelte sich dies zu einem Begriff für deutschen Weißwein allgemein. Auch die Abwandlungen red hock und sparkling hock wurden geläufig.